# Margistrombus robustus
Margistrombus robustus is een slakkensoort uit de familie van de Strombidae. De wetenschappelijke naam van de soort is voor het eerst geldig gepubliceerd in 1875 door G.B. Sowerby III.